# 誕生石
誕生石（）とは、1月から12月までの各月にちなむ宝石である。自分の生まれた月の宝石を身につけるとなんらかの加護があると言われる俗習の一種である。1月1日から12月31日までの各日にちなむ宝石もあるが、こちらは特に誕生日石と呼ぶ。

## 概要
誕生石の由来については、『旧約聖書』の『出エジプト記』に出てくる祭司の胸当てにはめ込まれた12種類の宝石という説や、『新約聖書』の『ヨハネの黙示録』にある神の都の神殿の土台に使われた12種類の宝石という説などがある。誕生石をお守りとして身につける習慣が始まったのは18世紀頃のポーランドとされ、移住したユダヤ人が広めたともされている。
誕生石を整理したのはアメリカの鉱物学者であるジョージ・フレデリック・クンツで、1912年にアメリカの宝石商組合（現在のジュエラーズ・オブ・アメリカ）によって広められた。今日の誕生石は1952年にアメリカ宝石小売商組合など複数の団体によって個々に改訂されたものが基準となっている。誕生石の習慣はイギリス、フランス、カナダ、オーストラリア、日本など各国に広まったが、それぞれの国情に合わせて種類には若干の違いがある。
日本では、アメリカの宝石商組合が定めたものを基準に、1958年に全国宝石商協同組合（現：全国宝石卸商協同組合）が独自にサンゴとヒスイを追加して制定したものが最初とされる。サンゴとヒスイが加わった経緯について、組合理事長を務めた巽忠春が書籍に記した箇所を引用する。
三月のアクアマリン、ブラッド・ストーンはごく安い石ですが、その対比として安いのもありますが、比較的に高価な品もあるサンゴを加え、五月には反対に、高いエメラルドに対して、かなり高いのは別にして、割合に買いやすい値段の石もあるヒスイを選んだわけです。 —巽忠春、『あなたの宝石』
その後、他の団体も独自に導入していったため、業界全体での統一がされておらず消費者の混乱を招いていたことから、全国宝石卸商協同組合は日本ジュエリー協会および山梨県水晶宝飾協同組合の賛同を得て、2021年に63年ぶりの改訂を行った。今回の改訂は、最盛期の3分の1以下にまで落ちた宝飾品の国内市場を盛り上げる狙いもあるという。2021年の改訂では、アメリカのジュエラーズ・オブ・アメリカで既に誕生石になっていたものを追認し、日本独自のものも含めて計10種類が追加され、誕生石は全部で29種類となった（#全国宝石卸商協同組合による誕生石の一覧を参照）。
イギリスでは、日本で選定されていない宝石として、水晶（4月）、クリソプレーズ（5月）、カーネリアン（7月）の名前を見ることができる。

## 起源
誕生石の起源としては、占星術や地域説など諸説あるが、明確に文書として残っているものに聖書の記述がある。

### 旧約聖書説
旧約聖書『出エジプト記』28章17 - 21節には、裁きの胸当てにはめる12個の貴石の記述がある。
ヘブライ語では
となっているが、それぞれの石は聖書の翻訳によって異なり、一義的には決まっていない。
聖書協会共同訳、新共同訳、口語訳では、それぞれ以下のように記されている。
12の貴石にはそれぞれ支族の名を彫るように指示されており、訳としてオデムをルビー、サピールをサファイヤ、ヤハロームをダイヤモンドとしているものがあるが、これらの宝石は硬度が高く彫刻は困難である。

### 新約聖書説
新約聖書『ヨハネの黙示録』に記されているエルサレムの城壁の土台石に飾られている宝石にちなむという説が、クリスチャン人口の多いアメリカならではの有力な説である。

## 各月の誕生石
各種の団体が定める、各月の誕生石の例を次の表に示す。複数の石が選ばれている月もある。

### ジュエラーズ・オブ・アメリカによる誕生石の一覧
2021年時点でジュエラーズ・オブ・アメリカのサイトに掲載されているもの。
| 月   | 名前                                       |
| ---- | ------------------------------------------ |
| 1月  | ガーネット                                 |
| 2月  | アメジスト                                 |
| 3月  | アクアマリン                               |
| 4月  | ダイヤモンド                               |
| 5月  | エメラルド                                 |
| 6月  | アレキサンドライト 養殖真珠 ムーンストーン |
| 7月  | ルビー                                     |
| 8月  | ペリドット スピネル                        |
| 9月  | サファイア                                 |
| 10月 | オパール トルマリン                        |
| 11月 | トパーズ シトリン                          |
| 12月 | ターコイズ ブルージルコン タンザナイト     |

### 全国宝石卸商協同組合による誕生石の一覧
全国宝石卸商協同組合（ZHO）の常任理事であり誕生石委員会委員長である望月英樹らによって誕生石改訂作業を行い、日本ジュエリー協会（JJA）および山梨県水晶宝飾協同組合（YJA）の賛同を得て、宝飾業界での統一をはかるため、2021年に改訂した誕生石の一覧。2021年の改訂では、アレキサンドライト、スピネル、タンザナイト、ジルコンはアメリカのジュエラーズ・オブ・アメリカが採用しているものを追認し、ブラッドストーンは歴史的背景を考慮して追加している。
日本で独自に追加された5種類については、クリソベリル・キャッツアイは、日本で2月22日が「猫の日」、2月17日がヨーロッパなどで "World Cat Day" とされていることにちなむものである。それ以外のアイオライト、モルガナイト、スフェーン、クンツァイトについては、色合いやゆかりのある人物の誕生月にちなみ選定されている。
| 月   | 名前                    | 2021年追加分                  |
| ---- | ----------------------- | ----------------------------- |
| 1月  | ガーネット              |                               |
| 2月  | アメジスト              | クリソベリル・キャッツアイ    |
| 3月  | アクアマリン サンゴ     | ブラッドストーン アイオライト |
| 4月  | ダイヤモンド            | モルガナイト                  |
| 5月  | エメラルド ヒスイ       |                               |
| 6月  | 真珠 ムーンストーン     | アレキサンドライト            |
| 7月  | ルビー                  | スフェーン                    |
| 8月  | ペリドット サードニクス | スピネル                      |
| 9月  | サファイア              | クンツァイト                  |
| 10月 | オパール トルマリン     |                               |
| 11月 | トパーズ シトリン       |                               |
| 12月 | トルコ石 ラピスラズリ   | ジルコン タンザナイト         |